# Asymbolus vincenti
Asymbolus vincenti är en hajart som först beskrevs av Zietz 1908.  Asymbolus vincenti ingår i släktet Asymbolus och familjen rödhajar. IUCN kategoriserar arten globalt som livskraftig. Inga underarter finns listade.

## Bildgalleri

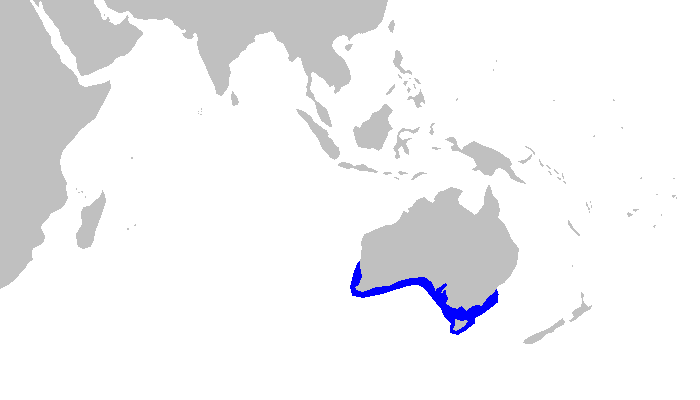